# Gavilea
Gavilea је род, из породице орхидеја Orchidaceae. Род ма 16 врста пореклом из Чилеа укључујући Острва Хуан Фернандез, Аргентине и Фолкландска Острва.

## Врсте
1. Gavilea araucana (Phil.) M.N.Correa - Чиле, Аргентина
2. Gavilea australis (Skottsb.) M.N.Correa - Фолкландска Острва, Огњена Земља
3. Gavilea cardioglossa (Reiche) Martic. - Чиле
4. Gavilea gladysiae Chemisquy - Чиле, Аргентина
5. Gavilea glandulifera (Poepp. & Endl.) M.N.Correa - Чиле, Аргентина
6. Gavilea insularis M.N.Correa - Острва Хуан Фернандез
7. Gavilea kingii (Hook.f.) M.N.Correa - јужни Чиле
8. Gavilea litoralis (Phil.) M.N.Correa - јужни Чиле, јужна Аргентина, Фолкландска Острва
9. Gavilea longibracteata (Lindl.) Sparre ex L.E.Navas - Чиле
10. Gavilea lutea (Comm. ex Pers.) M.N.Correa - Чиле, Аргентина
11. Gavilea odoratissima Poepp.  - Чиле, Аргентина
12. Gavilea platyantha (Rchb.f.) Ormerod - Чиле, Аргентина
13. Gavilea supralabellata M.N.Correa  - Чиле, Аргентина
14. Gavilea trullata Ormerod - Чиле, Аргентина
15. Gavilea venosa (Lam.) Garay & Ormerod - Чиле
16. Gavilea wittei (Hicken) Ormerod - Чиле, Аргентина